# Meizodon
Meizodon – rodzaj węży z podrodziny Colubrinae w rodzinie połozowatych (Colubridae).

## Zasięg występowania
Rodzaj obejmuje gatunki występujące w Afryce i być może na Półwyspie Arabskim.  

## Systematyka

### Etymologia
Meizodon: gr. μειζων meizõn „większy”; οδους odous, οδοντος odontos „ząb”.

### Podział systematyczny
Do rodzaju należą następujące gatunki: 
- Meizodon coronatus
- Meizodon krameri
- Meizodon plumbiceps
- Meizodon regularis
- Meizodon semiornatus